# Портрет Ивана Ивановича Палицына
«Портрет Ивана Ивановича Палицына» — картина Джорджа Доу и его мастерской из Военной галереи Зимнего дворца.
Картина представляет собой погрудный портрет генерал-майора Ивана Ивановича Палицына из состава Военной галереи Зимнего дворца.
Во время Отечественной войны 1812 года генерал-майор Палицын был шефом 41-го егерского полка и командовал 3-й бригадой 12-й пехотной дивизии во 2-й Западной армии, при обороне Смоленска командовал всей 12-й пехотной дивизией. В Бородинском сражении был тяжело ранен и оставил армию. В конце 1812 года почувствовал себя лучше и попытался вернуться в строй, однако по пути в действующую армию заболел и вынужден был уехать в своё имение в Смоленской губернии.
Ошибочно изображён в генеральском вицмундире, введённом для пехотных генералов 7 мая 1817 года, — Палицын этот мундир носить не мог, поскольку скончался осенью 1814 года, и должен быть изображён в мундире образца 1808 года с двумя рядами пуговиц. На шее крест ордена Св. Владимира 3-й степени; по борту мундира крест ордена Св. Анны 2-й степени с алмазами; справа на груди крест ордена Св. Георгия 4-й степени, золотой крест «За взятие Очакова» (показан ошибочно, вместо него должен быть изображён золотой крест «За взятие Измаила»), серебряная медаль «В память Отечественной войны 1812 года» на Андреевской ленте и бронзовая дворянская медаль «В память Отечественной войны 1812 года» на Владимирской ленте (последнюю медаль Палицын из-за ранней смерти получить не успел). Подпись на раме: И. И. Палицынъ, Генералъ Лейтенантъ.
7 августа 1820 года Комитетом Главного штаба по аттестации Палицын был включён в список «генералов, заслуживающих быть написанными в галерею» и 25 июля 1822 года император Александр I приказал написать его портрет. Гонорар Доу был выплачен 25 апреля 1823 года и 29 декабря 1824 года. 7 сентября 1825 года готовый портрет был принят в Эрмитаж. Поскольку Палицын скончался осенью 1814 года, то должен существовать портрет-прототип, на котором основывался Доу — этот портрет современным исследователям неизвестен.
В. К. Макаров счёл этот портрет совершенно лишённым сходства с типичными работами Доу. Хранитель британской живописи в Эрмитаже Е. П. Ренне поддержала его мнение.